# Obispo Ramos de Lora
Obispo Ramos de Lora è un comune del Venezuela situato nello Stato del Mérida.
Il capoluogo del comune è la città di Santa Elena de Arenales.